# عبد الرحمان دالي باي
عبد الرحمان دالي باي هو باي قسنطينة وحاكم بايلك الشرق ضمن أيالة الجزائر في العهد العثماني. امتد حكمه بين سنتي 1676 و1679 ليخلفه فيما بعد عمر باي بن عبد الرحمان.